# Yvonne Georgi
Yvonne Georgi (Lipsia, 29 ottobre 1903 – Hannover, 25 gennaio 1975) è stata una ballerina e coreografa tedesca, nota per il ruolo fondamentale nello sviluppo della danza moderna in Germania.

## Biografia
Nata a Lipsia da madre franco-alergina e padre tedesco, studiò danza prima alla Dalcroze Institute e poi con Mary Wigman a Dresda. Fece il suo debutto sulle scene proprio a Dresda nel 1923 e l'anno dopo si unì alla compagnia Münster di Kurt Jooss. Nel 1925 fu scritturata come maestra di balletto a Gera e qui creò i suoi primi balletti, incluso Saudades do Brazil. Tra il 1926 e il 1931 lavorò invece alla Staatsoper Hannover, dove formò un proficuo sodalizio artistico con Harald Kreutzberg e ottenne un primo successo con i suoi allestimenti di Petruška e Pulcinella. Insieme a Kreutzberg danzò anche in una lunga tournée che raggiunse New York nel 1928; i due avrebbero danzato insieme per l'ultima volta alla Deutsche Oper Berlin nel 1931.
Nel 1931 si trasferì ad Amsterdam e fondò i Ballets Yvonne Georgi; l'anno dopo sposò il filonazista Lodewijk Arntzenius e tra il 1933 e il 1935 fu la direttrice del balletto di Hannover. Si rifugiò nei Paesi Bassi durante la seconda guerra mondiale e, dopo la fine del conflitto, lavorò come coreografa del film Ballerina, diretto da Ludwig Berger a Parigi nel 1950. Tornò poi in Germania per dirigere il balletto della Deutsche Oper am Rhein e poi all'Opera di Hannover fino al 1970, anno in cui Richard Adama le successe alla direzione della compagnia. Nel 1962 ottenne uno dei suoi maggiori successi con il balletto Metamorphoses. Fino al 1973 fu anche la direttrice del dipartimento di danza della Hochschule für Musik, Theater und Medien Hannover.
È morta ad Hannover nel 1975 all'età di 71 anni.